# Schwertortband von Nimschütz

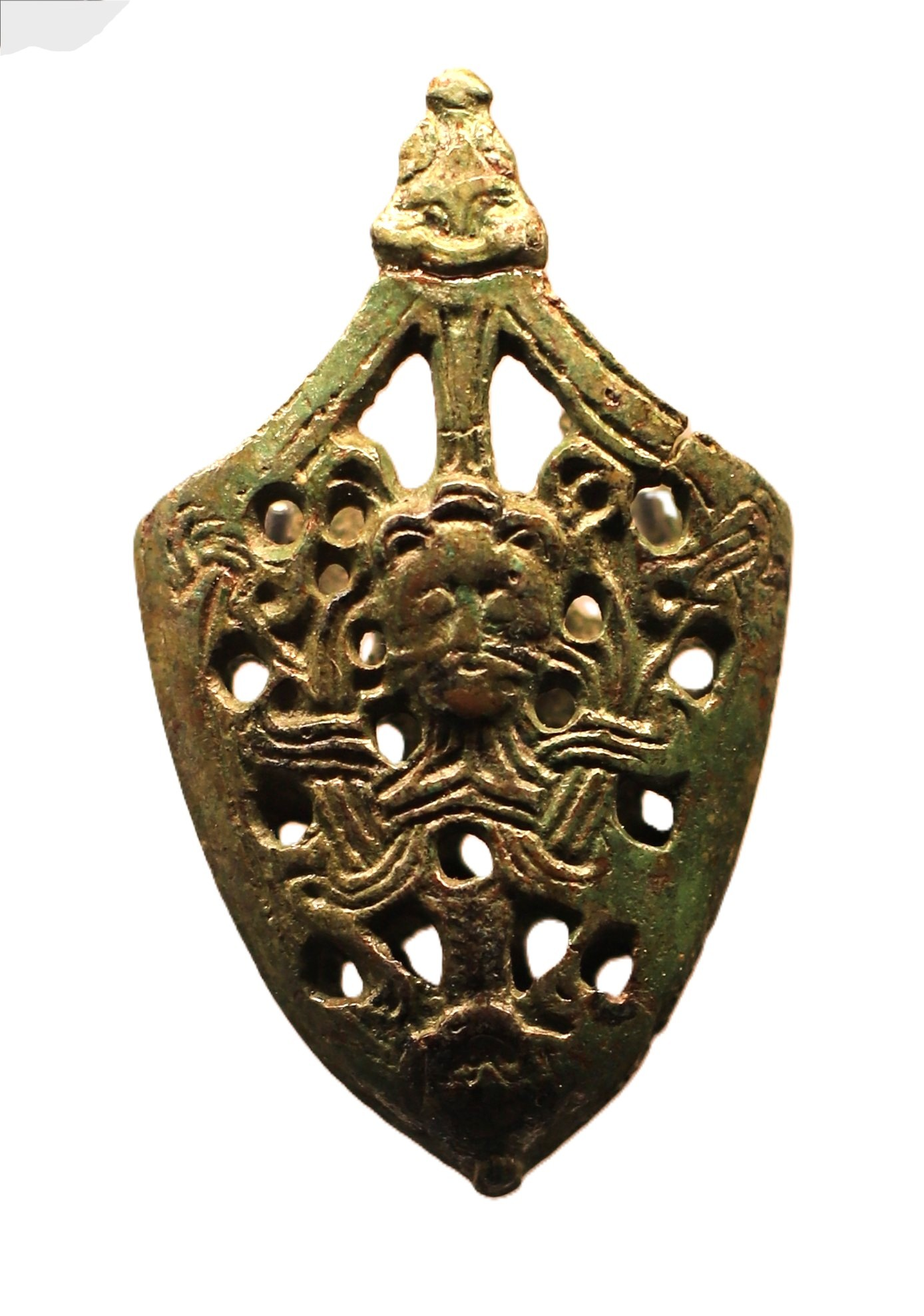
Schwertortband von Nimschütz

Das Schwertortband von Nimschütz ist ein Artefakt, das 1973 bei einer archäologischen Ausgrabung im Dorf Nimschütz bei Bautzen gefunden wurde. Es befand sich in einer Grube zwischen den Überresten einer slawischen Siedlung des 10./11. Jahrhunderts. Der Fundort liegt heute in der Talsperre Bautzen.

## Beschreibung
Das Fundstück ist die Spitze einer Schwertscheide (Ortblech) aus der Wikingerzeit. Es ist aus Bronze gefertigt und im skandinavischen Tierstil verziert. Die Maße sind 6,6 × 3,9 × 1,45 cm. Auf beiden Seiten des Ortbandes ist das Gesicht eines bärtigen Mannes abgebildet, der sich durch zahlreiche Verstrickungen mit den Pranken eines Drachen vereinigt. Als Herkunftsgebiet des Ortbandes vermutet man die skandinavischen Zentren der Wikingerzeit, als auch den damaligen Raum der skandinavischen Waräger, die sich im Gebiet des mittleren Dnjepr befanden. Das Nimschützer Schwertortband gehört aufgrund seiner Einzigartigkeit und seinem guten Erhaltungszustand zu den Exoten der sächsischen Archäologie. Es ist im Staatlichen Museum für Archäologie Chemnitz (smac) ausgestellt.

## Bedeutung
Das Schwertortband von Nimschütz stellte in seiner Nutzungszeit im slawischen Gebiet ein Prestigeobjekt dar. Es könnte durch nordische Händler oder durch Geschenkbeziehungen in die Lausitz gekommen sein. Der Fund belegt Beziehungen von Skandinavien ins westslawische Binnenland im Hochmittelalter. 